# Хориэ, Мицуко
Мицуко Хориэ (яп. 堀江 美都子 Хориэ Мицуко) — японская сэйю и певица.

## Биография
Родилась 8 марта 1957 года в городе Ямато, префектура Канагава, Япония.
Большинству фанатам аниме Хориэ Мицуко известна как голос Сейлор Галаксии в аниме Сейлор Мун, но также она известна и как исполнительница начальной и конечной песен-заставок к аниме Кэнди-Кэнди.

## Позиции в Гран-при журнала Animage
- 1979 год: 16-е место в Гран-при журнала Animage, в номинации на лучшую женщину-сэйю[1]
- 1980 год: 9-е место в Гран-при журнала Animage, в номинации на лучшую женщину-сэйю[2]
- 1981 год: 7-е место в Гран-при журнала Animage, в номинации на лучшую женщину-сэйю[3]
- 1982 год: 13-е место в Гран-при журнала Animage, в номинации на лучшую женщину-сэйю[4]
- 1987 год: 16-е место в Гран-при журнала Animage, в номинации на лучшую женщину-сэйю[5]
- 1988 год: 20-е место в Гран-при журнала Animage, в номинации на лучшую женщину-сэйю[6]
- 1989 год: 7-е место в Гран-при журнала Animage, в номинации на лучшую женщину-сэйю[7]

## Роли в аниме
- 1980 год: Юная волшебница Лалабель (ТВ) (Лалабель)
- 1980 год: Юная волшебница Лалабель - Фильм (Лалабель)
- 1981 год: Доктор Сламп (ТВ-1) (Оботтяман / Цунцуноданотэйюго Цун)
- 1983 год: Ai Shite Night (Якко)
- 1984 год: Вингмен - воин мечты (Куруми Мимори)
- 1985 год: Маленькая принцесса Сара (Дональд)
- 1985 год: Кинжал Камуи (Тиомапп)
- 1985 год: Pro Golfer Saru (Вакаба)
- 1985 год: Фандора (Фандора)
- 1986 год: The Story of Pollyanna, Girl of Love (Поллианна Уиттер)
- 1986 год: Искатели приключений в космосе (Сибип)
- 1986 год: Драгонболл (ТВ) (Упа)
- 1986 год: Рыцари Зодиака (ТВ) (Хильда)
- 1987 год: Мами-экстрасенс (ТВ) (Каори / Сакурако)
- 1987 год: Hajataisei Dangaioh (Дира (эп. 1))
- 1988 год: Shoukoushi Cedie (Коки)
- 1988 год: Shin Pro Golfer Saru (Вакаба)
- 1988 год: Драгонболл: Фильм третий (Упа)
- 1988 год: Himitsu no Akko-chan 2 (Акко (Кагами Ацуко))
- 1990 год: Watashi no Ashinaga Ojisan (ТВ) (Джуди)
- 1990 год: Кибер-город Оэдо 808 (Кёко Дзёноти)
- 1992 год: Kaze no Naka no Shoujo Kinpatsu no Jeanie (Дженни)
- 1996 год: Красавица-воин Сейлор Мун: Сейлор-звезды (Сейлор Галаксия)
- 1996 год: Бездомная девочка Реми (Реми Барберин)
- 1998 год: Himitsu no Akko-chan 3 (Королева Страны Зеркал)
- 2001 год: Kikaider 01 (Миэко / Биджиндер)
- 2007 год: Одержимые смертью (Судзуносукэ Кондо)
- 2009 год: Здравствуй, Энн! Что было до Зеленых Крыш (Джесси Глисон (Макинтайр))

## Вокал в аниме
- 2007 год: Kaze no Shoujo Emily (песня «Kaze no Shoujo»)
- 2003 год: Годаннар (песни «Engage!!! Godanner» и «Zangou no Hitsugi»)
- 1994 год: Asobo Toy-chan (песня «Asobo Toy-chan»)
- 1990 год: Watashi no Ashinaga Ojisan (песни «Growing Up» и «Kimi no Kaze»)
- 1988 год: Biriken (песня «Boku ga Tondeta»)
- 1987 год: Hajataisei Dangaioh (песни «Cross Fight» и «Kokoro no Honesty»)
- 1986 год: Delpower X Bakuhatsu Miracle Genki! (песня «Breakin Me»)
- 1985 год: Dream Dimension Hunter Fandora (песня «Endless Way»)
- 1984 год: Chojin Locke (песня «RAINBOW BRIDGE»)
- 1983 год: Ai Shite Night (песня «Koi wa Totsuzen»)
- 1981 год: Доктор Сламп (песни «Anata ni Shinjitsuichiro» и «Anata ga Ite Watakushi ga Ite»)
- 1981 год: Hello! Sandibelle! (песни «Hello! Sandybell» и «Shiroi Suisen»)
- 1979 год: Дораэмон (песни «Bokutachi Chikyuujin» и «Aozoratte lina»)
- 1979 год: Лулу, ангел цветов (песня «Hana no Ko Lunlun»)
- 1977 год: Yakyuukyou no Uta (песни «Yakyuu Kyou no Shi» и «Yuuki no Theme»)
- 1976 год: Кэнди-Кэнди (песни «Ashita ga Suki» и «Candy Candy»)
- 1976 год: Youkaiden Nekome Kozou (песни «Miroyo! Konomeo» и «Nekome Kozou»)
- 1976 год: Приключения Гекльберри Финна (песни «Hora Huckleberry Finn» и «Kawa no Uta»)
- 1975 год: Arabian Nights Sindbad no Bouken (песни «Shindobatto no Bouken» и «Shindobatto no Uta»)
- 1975 год: La Seine no Hoshi (песни «La Seine no Hoshi» и «Watashi wa Simone»)
- 1974 год: Tentoumushi no Uta (песня «Bokura Kyoudai, Tentou Mushi»)
- 1973 год: Kerokko Demetan (песни «Kerokko Demetan» и «Makeru na Demetan»)
- 1970 год: Mahou no Mako-chan (песни «BOKU wa MAKO ni tsuite yuku» и «Mahou no Mako-chan»)
- 1969 год: Moomin (песня «Nee! Moomin»)